# يوزويل (سويسرا)
يوزويل (بالفرنسية: Uzwil)‏ هي بلدية تقع في سويسرا في كانتون سانت غالن.